# Musées de la ville de Paris
Musées de la Ville de Paris (Muzea města Paříže) jsou muzea, umělecké ateliéry a archeologická naleziště patřící pařížské radnici. Je jich celkem sedmnáct, z nichž čtrnáct spravuje veřejná instituce Paris Musées. Jeden z nich, Hauteville House, je připojen k muzeu Victora Huga a nenachází se v Paříži, ale v Saint-Pierre-Port na ostrově Guernsey. Osmnácté muzeum, Pavillon des Arts, které sloužilo jako výstavní prostor, bylo uzavřeno v roce 2006.
Přístup do stálých expozic v nich je zdarma, s výjimkou pařížských katakomb, archeologické krypty u Notre-Dame a muzea pařížských stok.
Kromě toho osm dalších muzeí a výstavních prostor: Muzeum Montmartre, Evropský dům fotografie, Halle Saint-Pierre, Pavillon de l'Arsenal, Gaîté-Lyrique, Forum des images, Institut islámských kultur nebo Pavillon de l'eau, které spravují sdružení nebo provozovatelé úzce spjatí s magistrátem jsou umístěny na pozemcích města Paříže. A rovněž některé městské radnice provozují vlastní výstavní prostory, jako je např. Pavillon Carré de Baudouin (20. obvod), Espace des Blancs-Manteaux (4. obvod) nebo na samotné radnici sál Saint-Jean.

## Vývoj
Počátky správy výtvarného umění města Paříže sahají do počátku 19. století. Tehdy baron Gaspard de Chabrol (1773-1843), prefekt departementu Seine založil v roce 1815 úřad pro správu kultovních a uměleckých předmětů. Prefekt Chabrol pověřil vedením tohoto úřadu Georgese Pierra Larribeho s titulem vedoucího oddělení a kurátora uměleckých děl pro město Paříž a departement Seine. Byla rovněž vytvořena výtvarná komise, která měla zajistit výběr malířů a sochařů. Tato služba zanikla v roce 1830 a tuto funkci pak zastával jeden z úřadů generálního sekretariátu prefektury v čele s Alphée Buffetem, poté Augustinem Varcollierem (1795-1882). Architekt Victor Baltard se stal v roce 1840 prvním inspektorem výtvarného umění. Za druhého císařství bylo oddělení výtvarných umění obnoveno a záviselo na kabinetu prefekta.
Před prusko-francouzskou válkou byly městské sbírky rozmístěny v různých městských budovách a část jich byla zničena při požáru radnice během Pařížské komuny. Po roce 1871 oddělení výtvarných umění soustředilo své sbírky v podkroví paláce Carnavalet, kde bylo v roce 1880 pro veřejnost otevřeno první muzeum města Paříže, a ve skladu na Boulevardu Morland (určeno pro sochařská díla). Prostory v paláci Carnavalet byly vráceny Historické knihovně města Paříže. Rozpočtové potíže města dlouho blokovaly jakoukoli investici nezbytnou pro stavbu budovy pro uložení a vystavení sbírek. Až 2. srpna 1886 městská rada odsouhlasila úvěr ve výši 45 000 franků na stavbu takové budovy na obecním pozemku v rue La Fontaine a rue Gros - musée d'Auteuil. Po výstavbě Petit Palais v roce 1900 se zde usídlilo Muzeum výtvarných umění města Paříže (Palais des Beaux-Arts de la Ville de Paris). Z musée d'Auteuil se stal depozitář a byl zbořen po roce 1978, kdy byl vybudován nový depozitář v Ivry.
Po vytvoření pařížské radnice v roce 1975 byla vytvořena souběžná oddělení pro správu světských děl a pro správu církevních děl. V roce 1997 se sloučily do Oddělení pro ochranu církevních a civilních uměleckých děl města Paříže (Conservation des œuvres d'art religieuses et civiles de la Ville de Paris).
Historicky prvním muzeem města Paříže je musée Carnavalet, které bylo založeno v roce 1880. Následně mnoho darů nemovitostí nebo sbírek umožnilo vznik dalších muzeí. Jako poslední vzniklo muzeum generála Leclerca de Hauteclocque - muzeum osvobození Paříže - muzeum Jeana Moulina v roce 1994.
Soubor sbírek města Paříže je druhý největší ve Francii po sbírkách v majetku státu. Výstavy muzeí města Paříže organizuje a jejich katalogy vydává asociace Paris Musées.

## Přehled muzeí
| muzeum                                                                         | datum     | Místo                                                | Téma                        |
| ------------------------------------------------------------------------------ | --------- | ---------------------------------------------------- | --------------------------- |
| Muzeum moderního umění města Paříže                                            | 1961      | 16. obvod                                            | Moderní umění               |
| Balzakův dům                                                                   | 1949      | 16. obvod                                            | Honoré de Balzac            |
| Musée Bourdelle                                                                | 1949      | 15. obvod                                            | Antoine Bourdelle           |
| Musée Carnavalet                                                               | 1880      | 3. obvod (Marais)                                    | Historie Paříže             |
| Pařížské katakomby                                                             | 1810      | 14. obvod                                            | Archeologické naleziště     |
| Crypte archéologique                                                           | 1980      | 4. obvod (Île de la Cité)                            | Archeologické naleziště     |
| Musée Cernuschi                                                                | 1898      | 8. obvod                                             | asijské umění               |
| Musée Cognacq-Jay                                                              | 1929      | 3. obvod (Hotel de Donon)                            | umění 18. století           |
| Musée Galliera                                                                 | 1977      | 16. obvod                                            | historie módy               |
| Musée de la Libération de Paris – musée du Général Leclerc – musée Jean-Moulin | 2019      | 14. obvod (Place Denfert-Rochereau)                  | druhá světová válka         |
| Muzeum výtvarných umění města Paříže                                           | 1902      | 8. obvod                                             | výtvarné umění              |
| Musée de la Vie romantique                                                     | 1983      | 9. obvod                                             | umělci 19. století          |
| Dům Victora Huga Hauteville House                                              | 1903 1927 | 4. obvod (Place des Vosges) St. Peter Port, Guernsey | Victor Hugo                 |
| Musée Zadkine                                                                  | 1982      | 6. obvod                                             | dílo Ossipa Zadkina         |
| Musée des Égouts                                                               | 1889      | 7. obvod (Pont de l'Alma, na quai d'Orsay)           | pařížské stoky              |
| Musée de la sculpture en plein air                                             | 1980      | 5. obvod (Jardin Tino-Rossi)                         | současné sochařství         |
| Pavillon des Arts                                                              | 1983      | 1. obvod                                             | Trvale uzavřeno v roce 2006 |